# Carriel

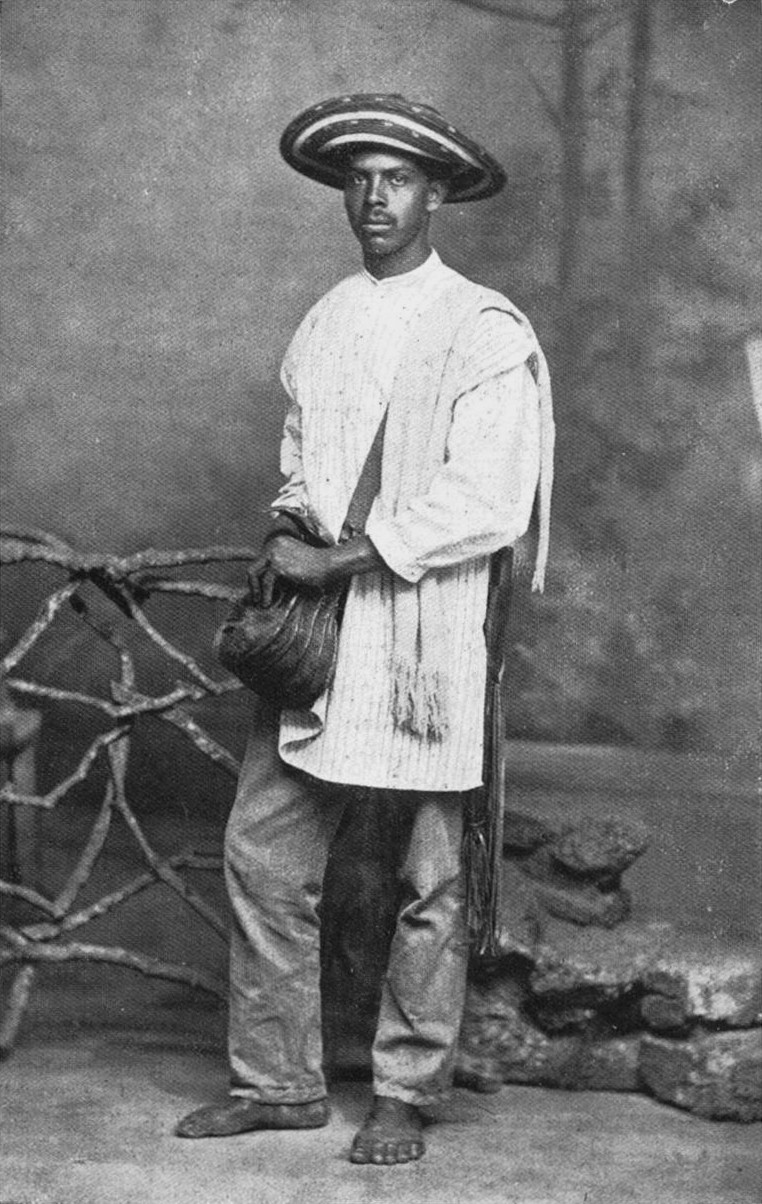
Traginer paisa amb el seu carriel, ponxo, matxet i barret. Medellín, 1910.

El carriel (paraula castellana) a Colòmbia és un sarró o bossa de costat de pell adobada de vaca. De forma semicircular, tancat amb una sivella i amb molts compartiments interiors. El feien servir tradicionalment els ramaders colombians del Departament d'Antioquia i la vella Caldas (actualment són els departaments de Caldas, Risaralda i Quindio). A aquests ramaders se'ls reconeixia perquè a més del carriel, que portaven creuat, com una bandolera, anaven a sobre del seu cavall amb el ponxo de cotó sobre una de les seves espatlles i el barret al cap mentre vigilaven els seus ramats de vaques.